# QuickTime VR
QuickTime VR (ou QTVR, pour QuickTime Virtual Reality) est un composant de QuickTime (Apple) sorti en 1994 qui permet de concevoir des images virtuelles à 360°. Les deux utilisations les plus répandues consistent en la réalisation de panoramas photographiques et la conception d'environnements virtuels. Les images résultantes sont au format spécifique QTVR.

## Concept
QuickTime VR permet de réaliser des images généralement cylindriques à 360°, précalculées et interactives. Le rendu s'opère par les logiciels QuickTime ou Flash. Ces images cylindriques, sphériques ou cubiques forment des environnements virtuels que l'utilisateur peut explorer en pivotant et zoomant, ainsi que des panoramas, notamment en photographie. La seconde utilisation de QuickTime VR se situe au niveau objet, où un seul objet peut pivoter pour être observé sous toutes ses faces.
QuickTime VR est un outil de création d'images « précalculées », et non calculées en temps réel. Trois types de mouvements de caméra sont possibles : la rotation, le zoom et le déplacement (avec plus d'exigence de modélisation pour ce dernier point).

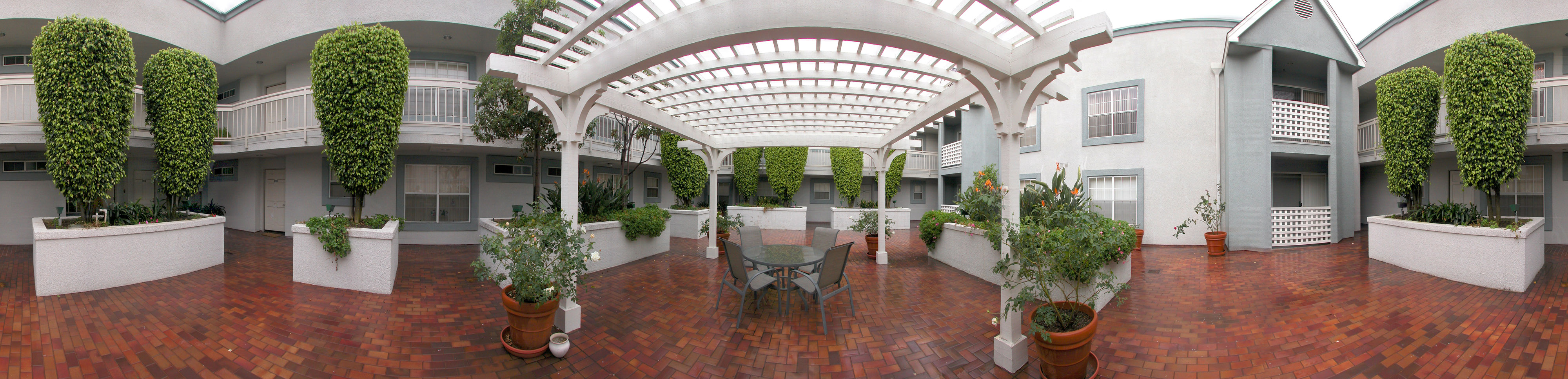
Exemple de panorama cylindrique réalisé avec QuickTime VR.

## Utilisation
Outre le monde de la photographie, QuickTime VR peut servir à la conception d'environnements virtuels interactifs, comme des jeux vidéo utilisant des graphismes précalculés tel Myst IV : Revelation ou des visites virtuelles de musée, ainsi qu'à la réalisation de films panoramiques.

## Sources et références
1. ↑  (en) Scott Highton, Virtual Reality Photography : Creating Panoramic and Object Images, San Carlos, Virtual Reality Photography, 2010, 1re éd., 304 p., poche (ISBN 978-0-615-34223-8, OCLC 668425675, LCCN 2009943652, lire en ligne), p. IX-XIII
2. 1 2  (en) Shenchang Eric Chen, « Quicktime VR: An image-based approach to virtual environment navigation », Proceedings of the 22nd annual conference on Computer graphics and interactive techniques,‎ 1995, p. 29-38
3. ↑  (en) Dariusz Jacob Boron, Infinite Regress : The Blurring of an Architectural Game-Space, université Carleton, 2006